# Fondul Bisericesc Ortodox Român al Bucovinei
Fondul Bisericesc Ortodox Român al Bucovinei este o fundație înființată ca persoană juridică de drept privat în anul 2000, fundația se dorește a fi continuatoarea unei persoane juridice de drept public, căreia i-a preluat și numele–Fondul Bisericesc Ortodox Român al Bucovinei–persoană juridică de drept public înființată de statul român, prin lege, în anul 1925, pentru a administra 192.000 ha pădure.

## Istoria Fondului

### Înființare
Conform actului constitutiv din 15 martie 2000, Fundația Fondul Bisericesc Ortodox Român al Bucovinei avea 27 de membri fondatori, persoane fizice, din care au mai rămas 22:
- IPS Pimen Suceveanul, arhiepiscop al Sucevei și Rădăuților, președinte
- Mircea Nuțu, preot, consilier economic al Arhiepiscopiei, la acea dată
- Aurel Goraș, preot protopot de Câmpulung Moldovenesc
- Petru Crăciun, preot consilier la Arhiepiscopie
- Gheorghe Brădățanu, preot consilier la Arhiepiscopie
- Petru Fasolă, fost viceprimar de Rădăuți
- Constantin Patrolea, preot protopop Fălticeni
- Arhimandritul Melchisedec Velnic, stareț al Mânăstirei Putna
- Mihail Bălan, stareț al Mânăstirei Râșca
- Benedicta Tatulici, stareța Mânăstirei Vatra Moldoviței
- Irina Pântescu, stareța Mânăstirei Voroneț
- Ioan Alisavetei, contabil - șef al Arhiepiscopiei
- Petru Asmarandei, referent la Arhiepiscopie
- Costel Ciobanu, casier la Arhiepiscopie
- Ienache Drob, revizor contabil la Arhiepiscopie
- Liviu Gâză, revizor contabil la Arhiepiscopie
- Vasile Irimia, preot protopop de Suceava
- Mihai Valică, preot
- Grigoriu Bogdan
- Gheorghe Bujor
- Gheorghe Calancea
- Tatiana Pintilie

### Persoane care nu există
Așa cum se observă în lista de mai sus, a fost remarcat că sunt persoane în lista fondatorilor care nu există ca persoane fizice în Registrul Național de Evidență a Persoanelor (de exemplu, unii reprezentanți ai Bisericii Ortodoxe Române ca, de exemplu, arhiepiscopul Pimen, care nu s-au înregistrat cu numele care figurează pe cărțile de identitate, ci cu numele de monahi).

### Originea austriacă a Fondului
La încorporarea Bucovinei în Austria în 7 mai 1775, aceasta a găsit în noua provincie o mare bogăție formată din păduri, fânețe și pajiști, moșii și sate, bogăție ce se afla în proprietatea Episcopiei de Rădăuți, a mănăstirilor și schiturilor. Această avere ocupa două treimi din suprafața Bucovinei și provenea din daniile făcute acestor așezăminte religioase de către domnitorii Moldovei, clerul și boierii români, începând cu secolul al XV-lea.
Pe data de 27 decembrie 1781, a fost adoptată de către împăratul Austriei Rezoluția prea înaltă privind desființarea unor mănăstiri și întrebuințarea averii lor nr. 2239, completată ulterior de noi rezoluții și ordonanțe imperiale. Din acest moment pădurile au trecut în proprietatea statului austriac.

### În România
După mare unire, statul român a creat, ca instituție de drept public a statului, Fondul Bisericesc Ortodox Român al Bucovinei ai cărui funcționari publici administrau pădurile din Bucovina, păduri ce erau în proprietatea statului.
La venirea comuniștilor, Fondul Bisericesc Ortodox Român al Bucovinei a fost desființat deoarece au fost create alte instituții pentru administrarea pădurilor.

## Revendicări

### Revendicarea unor păduri de 10 miliarde[4]euro
Procesul de revendicare a 192.000 ha de pădure de către Fundația Fondul Bisericesc Ortodox Român din Bucovina a început în anul 2001, dar prima soluție s-a dat abia în martie 2007.

### Tribunalul Suceava
Tribunalul Suceava a admis atunci ca statul să pună în deplină proprietate o suprafață de pădure. Astfel, Direcția Silvică Suceava și statul român, prin Ministerul de Finanțe, trebuie să pună la dispoziția Fundației Fondul Bisericesc Ortodox Român al Bucovinei o suprafață de 166.813 ha de vegetație forestieră.

### Curtea de Apel Timișoara
Procesul a fost strămutat ulterior la Curtea de Apel Timișoara, unde s-au judecat apelurile.
Curtea de Apel a dat dreptate Fondului și a dispus retrocedarea a 166.613 de hectare de pădure în favoarea Fondului Bisericesc Ortodox din Bucovina.

### Înalta Curte de Casație și Justiție a României
În urma recursului formulat de Regia Națională a Pădurilor- Romsilva, pe data de 15 martie 2011 Înalta Curte de Casație și Justiție a casat decizia Curții de Apel Timișoara  și a retrimis dosarul spre rejudecare la Curtea de Apel Cluj- Napoca.

## Alte revendicări
Fondul mai revendică peste 160 de clădiri, majoritatea sedii de cantoane sau ocoale, unele dintre ele construite de comuniști.